# Corodó
Rodó (en llatí Rhodon, en grec Ῥόδων) va ser un escriptor grec cristià del segle ii anomenat a l'Haeresium Indiculus com a Corodó (Corodon). Era nadiu de l'Àsia proconsular i va anar a Roma on va ser instruït i probablement convertit al cristianisme per Tatià.
No se sap res més de la seva vida excepte que va participar activament contra els heretges de la seva època, i segurament compromès en l'enfrontament amb els marcionites i amb un d'ells, de nom Apel·les i va discutir personalment. També segurament es va oposar als montanistes. Jeroni d'Estridó el situa al temps de Còmmode i Septimi Sever entre els anys 177 i 211.
Va escriure:
- Adversus Marcionem Opus, una obra que comenta Eusebi de Cesarea a la Història eclesiàstica, i en cita alguns fragments. Contenia la seva discussió amb Apel·les, i Eusebi diu que Corodó va fer callar al seu antagonista i el va deixar en ridícul. Els fragments conservats són interessants ja que reflecteixen les contradiccions que hi havia entre els mateixos marcionites.
- Εἰς τὴν ἑξαήμερον ὑπόμνημα, Commentarius in Hexaëmeron, que Jeroni d'Estridó qualifica de tractatus elegantes.

Adversum Phrygas (sc. Cataphrygas s. Montanistas) insigne Opus, que Jeroni li atribueix, encara que per altres és una obra d'Apol·linar de Hieràpolis.